# Runding
Runding – miejscowość i gmina w Niemczech, w kraju związkowym Bawaria, w rejencji Górny Palatynat, w regionie Ratyzbona, w powiecie Cham. Leży w Lesie Bawarskim, około 7 km na południowy zachód od Cham.

## Dzielnice
W skład gminy wchodzą następujące dzielnice: Anderlmühle, Blauberg, Garten, Gferet, Göttling, Götzenbühl, Langwitz, Lufling, Maiberg, Niederrunding, Perwolfing, Raindorf, Reismühle, Rieding, Runding, Satzdorf, Steinmühle, Tappmühle, Utzmühle, Vierau i Wohlwiesen.

## Demografia
- 1840 - 1158
- 1871 - 1327
- 1900 - 1945
- 1925 - 1786
- 1939 - 1712
- 1950 - 2099
- 1956 - 1866
- 1970 - 2009
- 1987 - 2121
- 1993 - 2167
- 1996 - 2254
- 2001 - 2287
- 2002 - 2336
- 2003 - 2341
- 2004 - 2379